# Rhizaria
De Rhizaria (of ook wel: Rhizariae) vormen een taxonomische groep (taxon) (in moderne opvattingen een supergroep naast, of als rijk binnen de supergroep Chromalveolata.) van eencellige, eukaryotische organismen. Rhizaria kunnen verschillende vormen hebben, maar allen zijn het wortelpotigen. Dit zijn organismen met zogenaamde schijnvoetjes (pseudopodia), die dradige uitlopers vormen, vertakken of zelfs anastomoseren. Sommige groepen hebben daarnaast een rigide cytoskelet van microtubuli, waar de schijnvoetjes als stekels uitsteken.
De twee belangrijkste groepen binnen de Rhizaria, de Foraminifera en de Radiolaria (straaldiertjes), maken harde uitwendige skeletjes. Verreweg de meeste fossielen die van protisten gevonden worden komen uit deze twee groepen en deze fossielen zijn van grote waarde gebleken in het dateren van gesteentelagen (stratigrafie).

## Classificatie
De Rhizaria zijn een van de zes "supergroepen" waarin de eukaryoten door de meeste biologen tegenwoordig worden onderverdeeld op grond van moleculair-fylogenetisch onderzoek. De Rhizaria zijn onderdeel van de niet algemeen gebruikte clade Bikonta, waarin ook de Archaeplastida, Chromalveolata, Excavata en een aantal kleinere, nog niet goed geduide groepen zoals de Apusozoa en Centrohelida vallen. Van alle Bikonta wordt aangenomen dat ze een heterotrofe gemeenschappelijke voorouder met twee flagella hebben.
Vroeger werd van veel Rhizaria gedacht dat ze tot de dieren behoren, omdat ze motiel en heterotroof zijn. Toen de tweedeling in twee rijken (dieren en planten) in de taxonomie werd vervangen door een vijfdeling gingen Rhizaria tot de Protista behoren. Nadat de Amerikaanse microbioloog Carl Woese het leven in drie domeinen had verdeeld, bleken de Protista echter een parafyletische groep. De monofyletische groep Rhizaria werd in 2002 voor het eerst als zodanig beschreven door de Engelse bioloog Thomas Cavalier-Smith.

### Cladogram Rhizaria
Dit cladogram toont de positie van de supergroep van de Rhizaria, van de zustergroepen en van de afstammende rijken.
|  | Cercomonada      |
|  |                  |
|  | Chlorachniophyta |
|  |                  |

|  | Phytomyxa    |
|  |              |
|  | Haplosporida |
|  |              |

|  | Cercomonada      |
|  |                  |
|  | Chlorachniophyta |
|  |                  |

|  | Phytomyxa    |
|  |              |
|  | Haplosporida |
|  |              |

|  | Cercomonada      |
|  |                  |
|  | Chlorachniophyta |
|  |                  |

|  | Phytomyxa    |
|  |              |
|  | Haplosporida |
|  |              |

|  | Cercomonada      |
|  |                  |
|  | Chlorachniophyta |
|  |                  |

|  | Phytomyxa    |
|  |              |
|  | Haplosporida |
|  |              |

|  | Cercomonada      |
|  |                  |
|  | Chlorachniophyta |
|  |                  |

|  | Phytomyxa    |
|  |              |
|  | Haplosporida |
|  |              |

|  | Cercomonada      |
|  |                  |
|  | Chlorachniophyta |
|  |                  |

|  | Phytomyxa    |
|  |              |
|  | Haplosporida |
|  |              |

|  | Cercomonada      |
|  |                  |
|  | Chlorachniophyta |
|  |                  |

|  | Phytomyxa    |
|  |              |
|  | Haplosporida |
|  |              |

|  | Cercomonada      |
|  |                  |
|  | Chlorachniophyta |
|  |                  |

|  | Phytomyxa    |
|  |              |
|  | Haplosporida |
|  |              |

|  | Cercomonada      |
|  |                  |
|  | Chlorachniophyta |
|  |                  |

|  | Phytomyxa    |
|  |              |
|  | Haplosporida |
|  |              |

|  | Cercomonada      |
|  |                  |
|  | Chlorachniophyta |
|  |                  |

|  | Phytomyxa    |
|  |              |
|  | Haplosporida |
|  |              |

|  | Cercomonada      |
|  |                  |
|  | Chlorachniophyta |
|  |                  |

|  | Phytomyxa    |
|  |              |
|  | Haplosporida |
|  |              |

|  | Cercomonada      |
|  |                  |
|  | Chlorachniophyta |
|  |                  |

|  | Phytomyxa    |
|  |              |
|  | Haplosporida |
|  |              |

|  | Cercomonada      |
|  |                  |
|  | Chlorachniophyta |
|  |                  |

|  | Phytomyxa    |
|  |              |
|  | Haplosporida |
|  |              |

|  | Cercomonada      |
|  |                  |
|  | Chlorachniophyta |
|  |                  |

|  | Phytomyxa    |
|  |              |
|  | Haplosporida |
|  |              |

|  | Cercomonada      |
|  |                  |
|  | Chlorachniophyta |
|  |                  |

|  | Phytomyxa    |
|  |              |
|  | Haplosporida |
|  |              |

|  | Cercomonada      |
|  |                  |
|  | Chlorachniophyta |
|  |                  |

|  | Phytomyxa    |
|  |              |
|  | Haplosporida |
|  |              |

## Onderverdeling
Er zijn inmiddels bijna 12.000 soorten Rhizaria bekend. De Rhizaria worden ingedeeld in drie belangrijke groepen en daarnaast een aantal kleinere groepen.
- De Cercozoa, waaronder verschillende amoeben en flagellaten vallen. Cercozoa leven vooral in de bodem en hebben dradige schijnvoetjes. Onder de Cercozoa vallen ook de Chlorarachniophyta, die chloroplasten hebben voor fotosynthese.
- De Foraminifera, wortelpotigen met netwerkvormende schijnvoetjes, die vooral als benthos in de zee voorkomen.
- De Radiolaria, wortelpotigen met axopodia, dunne schijnvoetjes die een ingewikkeld netwerk van microtubuli bevatten, omvat door cytoplasma.
- De Haplosporidia.
- De Gromiida, waartoe onder andere de Gromia sphaerica behoort.

Sommige groepen worden soms ingedeeld binnen de Cercozoa, lijken in andere studies dichter bij de foraminiferen te staan. Deze groepen zijn de Phytomyxa en Ascetosporea, parasitaire organismen op respectievelijk planten en dieren, en de amoebe Gromia. De verschillende groepen binnen de Rhizaria zijn vooral vanwege genetische overeenkomsten ondergebracht in dezelfde clade. De Centrohelida en Apusozoa worden verondersteld nauw verwant te zijn aan de Rhizaria.
Hieronder volgt een mogelijke fylogenetische stamboom van de Rhizaria:
```
    ┌──────────── Kern-
Cercozoa
 (Filosa)
    │          
    │    ┌─────── 
Phytomyxea

    │    │
┌───┤    ├─────── Ascetosporea (
Haplosporida
 + 
Paramyxida
)
│   │    │
┤   └────┼─────── 
Foraminifera

│        │
│        ├─────── 
Gromiida

│        │
│        └─────── 
Corallomyxa

│
└──────────────── 
Radiozoa
```